# Oberdorfelden
Oberdorfelden ist der kleinste Ortsteil der Gemeinde Schöneck im hessischen Main-Kinzig-Kreis.

## Geografische Lage
Oberdorfelden liegt am Rande der Wetterau auf einer Höhe von 114 m über NHN, etwa 6 km nordöstlich von Bad Vilbel.

## Geschichte

### Mittelalter
Die älteste erhaltene Erwähnung des Ortes findet sich in einer Urkunde aus dem Jahr 767. Oberdorfelden lag bei Ausbildung der Landeshoheit im späten Mittelalter im Amt Büchertal der Herrschaft Hanau, ab 1429: Grafschaft Hanau, nach der Landesteilung von 1458: Grafschaft Hanau-Münzenberg.
Das Kirchenpatronat der Kirche von Oberdorfelden gehörte zunächst dem Stift St. Alban vor Mainz. 1570 wurde es von Philipp Ludwig I. von Hanau-Münzenberg gekauft. Im 15. Jahrhundert gehörte als Filiale zu der Pfarrei Oberdorfelden die Kirchengemeinde Niederdorfelden. Kirchliche Mittelbehörde war im Mittelalter das Archidiakonat des Propstes der Kirche St. Maria ad Gradus in Mainz, Landkapitel Roßdorf, in nachreformatorischer Zeit die „Klasse“ (Dekanat) Bergen.

### Historische Ortsbezeichnungen

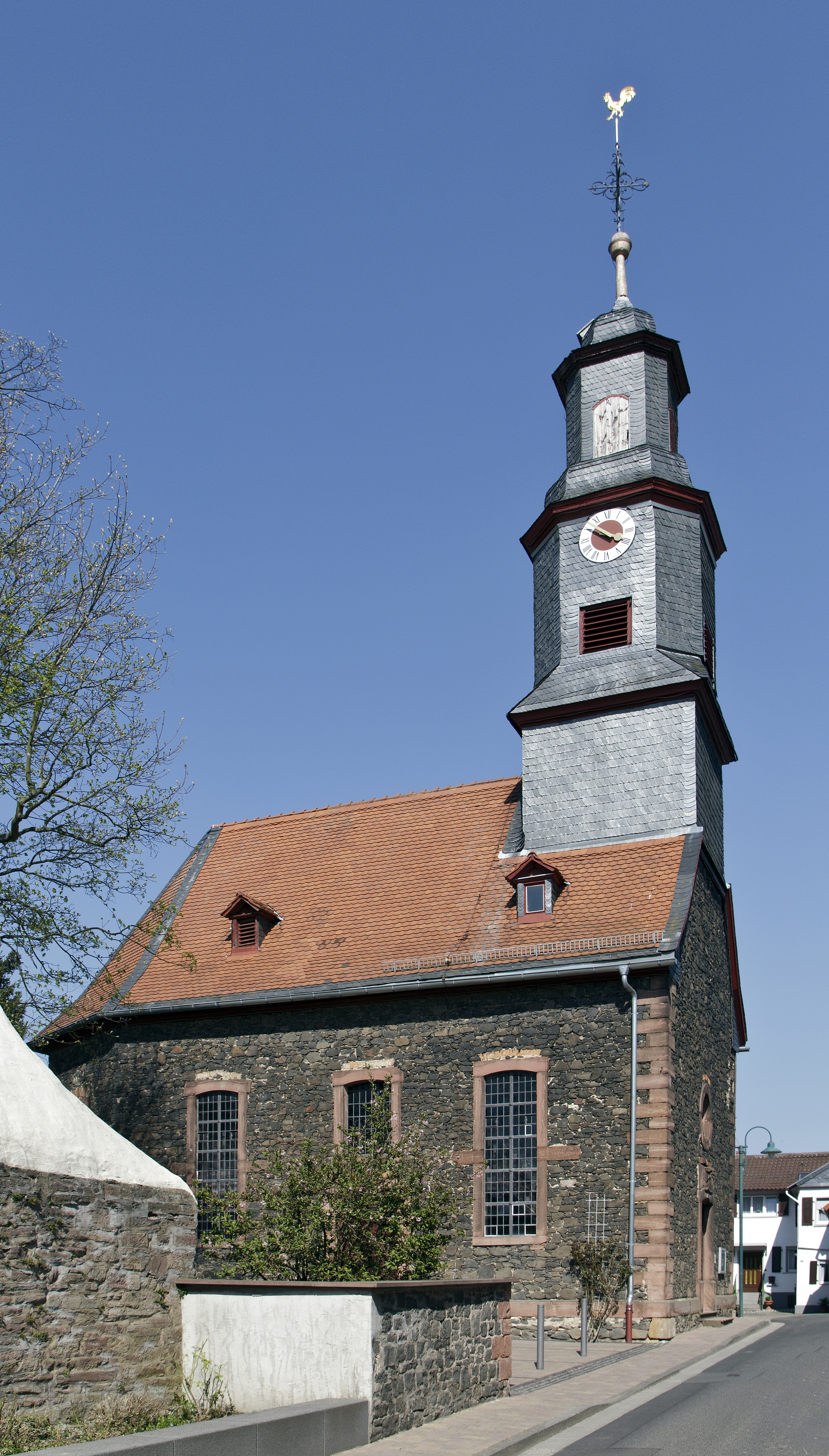
Evangelische Kirche

In historischen Dokumenten ist der Ort unter folgenden Ortsnamen belegt (in Klammern das Jahr der Erwähnung):
- Turinvelde (767)
- Torovelden (805)
- Torvelde (1184)
- superior Torvelden (1268)
- Kleindorfelden

Durch den Namenszusatz wird der Ort vom benachbarten Niederdorfelden unterschieden.

### Neuzeit
In der Grafschaft Hanau-Münzenberg wurde Mitte des 16. Jahrhunderts nach und nach die Reformation eingeführt. In Oberdorfelden geschah dies zunächst im lutherischen Sinn. In einer „zweiten Reformation“, wurde die Konfession der Grafschaft Hanau-Münzenberg erneut gewechselt: Graf Philipp Ludwig II. verfolgte ab 1597 eine entschieden reformierte Kirchenpolitik. Er machte vom Jus reformandi, seinem Recht als Landesherr Gebrauch, die Konfession seiner Untertanen zu bestimmen, und setzte dies für die Grafschaft Hanau-Münzenberg weitgehend als verbindlich durch.
Nach dem Tod des letzten Hanauer Grafen, Johann Reinhard III., 1736 erbte Landgraf Friedrich I. von Hessen-Kassel aufgrund eines Erbvertrages aus dem Jahr 1643 die Grafschaft Hanau-Münzenberg und damit auch das Amt Büchertal und Oberdorfelden. 1803 wurde die Landgrafschaft Hessen-Kassel zum Kurfürstentum Hessen erhoben. Während der napoleonischen Zeit stand das Amt Büchertal ab 1806 unter französischer Militärverwaltung, gehörte 1807–1810 zum Fürstentum Hanau, und dann von 1810 bis 1813 zum Großherzogtum Frankfurt, Departement Hanau. Anschließend fiel es wieder an das Kurfürstentum Hessen zurück. Nach der Verwaltungsreform des Kurfürstentums Hessen von 1821, im Rahmen derer Kurhessen in vier Provinzen und 22 Kreise eingeteilt wurde, ging das Amt Büchertal im neu gebildeten Kreis Hanau auf. Mit der Annexion Kurhessens durch das Königreich Preußen nach dem verlorenen Krieg von 1866 wurde auch Oberdorfelden preußisch.

### Gebietsreform
Im Zuge der Gebietsreform in Hessen entstand die Gemeinde Schöneck (Landkreis Hanau) am 31. Dezember 1970 durch den freiwilligen Zusammenschluss der zuvor eigenständigen Gemeinden Büdesheim, Kilianstädten und Oberdorfelden. Der Landkreis Hanau wiederum ging 1974 im Main-Kinzig-Kreis auf.
Für Oberdorfelden wie für alle ehemals eigenständigen Gemeinden von Schöneck wurde ein Ortsbezirk mit Ortsbeirat und Ortsvorsteher nach der Hessischen Gemeindeordnung gebildet.

### Bevölkerung
Einwohnerentwicklung
Belegte Einwohnerzahlen sind:
- 1587: 21 Schützen und 6 Spießer[1]
- 1632: 24 Haushaltungen
- 1707: 17 Haushaltungen
- 1753: 23 Haushaltungen mit 101 Personen
- 1812: 35 Feuerstellen, 289 Seelen

| Oberdorfelden: Einwohnerzahlen von 1812 bis 2018 | Oberdorfelden: Einwohnerzahlen von 1812 bis 2018 | Oberdorfelden: Einwohnerzahlen von 1812 bis 2018 | Oberdorfelden: Einwohnerzahlen von 1812 bis 2018 | Oberdorfelden: Einwohnerzahlen von 1812 bis 2018 |
| --- | ------------------------------------------------ | ------------------------------------------------ | ------------------------------------------------ | ------------------------------------------------ |
| Jahr |                                                  |                                                  |                                                  | Einwohner                                        |
| 1812 | 1812                                             |                                                  | 289                                              | 289                                              |
| 1834 | 1834                                             |                                                  | 269                                              | 269                                              |
| 1840 | 1840                                             |                                                  | 274                                              | 274                                              |
| 1846 | 1846                                             |                                                  | 309                                              | 309                                              |
| 1852 | 1852                                             |                                                  | 326                                              | 326                                              |
| 1858 | 1858                                             |                                                  | 312                                              | 312                                              |
| 1864 | 1864                                             |                                                  | 317                                              | 317                                              |
| 1871 | 1871                                             |                                                  | 311                                              | 311                                              |
| 1875 | 1875                                             |                                                  | 283                                              | 283                                              |
| 1885 | 1885                                             |                                                  | 297                                              | 297                                              |
| 1895 | 1895                                             |                                                  | 304                                              | 304                                              |
| 1905 | 1905                                             |                                                  | 309                                              | 309                                              |
| 1910 | 1910                                             |                                                  | 307                                              | 307                                              |
| 1925 | 1925                                             |                                                  | 336                                              | 336                                              |
| 1939 | 1939                                             |                                                  | 343                                              | 343                                              |
| 1946 | 1946                                             |                                                  | 549                                              | 549                                              |
| 1950 | 1950                                             |                                                  | 533                                              | 533                                              |
| 1956 | 1956                                             |                                                  | 465                                              | 465                                              |
| 1961 | 1961                                             |                                                  | 491                                              | 491                                              |
| 1967 | 1967                                             |                                                  | 596                                              | 596                                              |
| 1970 | 1970                                             |                                                  | 1.246                                            | 1.246                                            |
| 1980 | 1980                                             |                                                  | ?                                                | ?                                                |
| 1990 | 1990                                             |                                                  | ?                                                | ?                                                |
| 2000 | 2000                                             |                                                  | ?                                                | ?                                                |
| 2011 | 2011                                             |                                                  | 1.959                                            | 1.959                                            |
| 2018 | 2018                                             |                                                  | 1.945                                            | 1.945                                            |
| Datenquelle: Historisches Gemeindeverzeichnis für Hessen: Die Bevölkerung der Gemeinden 1834 bis 1967. Wiesbaden: Hessisches Statistisches Landesamt, 1968. Weitere Quellen: ; Gemeinde Schöneck:; Zensus 2011 |                                                  |                                                  |                                                  |                                                  |

Religionszugehörigkeit
 Quelle: Historisches Ortslexikon
| • 1885: | 295 evangelische (= 99,33 %), zwei katholische (= 0,67 %) Einwohner |
| • 1961: | 426 evangelische (= 86,76 %), 62 katholische (= 12,63 %) Einwohner  |

## Wappen
Am 19. September 1967 wurde der Gemeinde Oberdorfelden im damaligen Landkreis Hanau, Regierungsbezirk Wiesbaden, ein Wappen mit folgender Blasonierung verliehen: In Gold ein rotes Hufeisen mit sechs Nagellöchern.

## Verkehr und Infrastruktur
Die Landesstraße 3008 verläuft am südlichen Ortsrand, die Bundesstraße 521 am nördlichen. Der Ort liegt an der Bahnstrecke Bad Vilbel–Stockheim, der sogenannten Niddertalbahn, an der ein Haltepunkt besteht.